# كاريل بوون
كاريل بوون (بالهولندية: Karel Boone)‏ هو شخصية أعمال هولندي، ولد في 4 سبتمبر 1941.